# تافی
تافی یا نرم‌نبات، نوعی شیرینی انگلیسی است که از کره و شیر و شکر تهیه و با مکیدن یا جویدن نرم می‌شود. تافی با شکر کاراملیزاسیون شده یا شیره(شربت اینورت ایجاد کرده)، همراه با کره و گهگاه آرد درست می‌شود. مخلوط را تا رسیدن به دمای ۱۴۹ الی ۱۵۴ درجهٔ سانتیگراد گرم می‌کنند. گاهی‌اوقات نرم‌نبات را بعد از آماده شدن با گردو یا کشمش مخلوط می‌کنند.

## ساخت
برای ساخت تافی باید اجزاء تشکیل‌دهندهٔ آن را به اندازهٔ کافی گرم کرد تا نرم شده و بتوان مخلوط را برای شکل‌دادن در قالبی که سطح براق دارد ریخت. مخلوط حاصل را به‌طور معمول در سینی کم عمقی ریخته و آن را سرد می‌کنند تا سفت شود. مخلوط‌های متفاوت، مراحل ساخت آن، و مهم‌تر از همه، درجهٔ حرارت، بافت‌ها و سختی‌های متفاوتی از، بافت نرم و چسبنده تا یک ماده سخت و ترد، ایجاد خواهد کرد. با کارملیزه کردن شکر نرم‌نبات رنگ قهوه‌ای و طعم خوشمزهای پیدا می‌کند.

## انواع تافی و کاربرد
مشهورترین تافی در ایران ریس تبریز است، که بسیار پرطرفدار بوده و بعنوان سوغات به اقصی نقاط دنیا برده و صادر میشود.
در ایالات متحده نرم‌نبات انگلیسی است، که در آن کره بسیار استفاده شده و اغلب با بادام درست می‌شود؛ و دو نوع جویدنی و سفت دارد. هیث بارز نوعی شیرینی است که درون آن با نرم‌نبات انگلیسی درست می‌شود. گرچه آنچه که نرم‌نبات انگلیسی نامیده می‌شود شباهتش به آنچه که الان در بریتانیا نرم‌نبات انگلیسی نامیده می‌شود بسیار کم است.
تافی لانه‌زنبوری نوع دیگر نرم‌نبات است، که هنگام مخلوط کردن با افزودن جوش شیرین و سرکه با حباب‌هایی هواافزایی شده‌است. این مواد تأثیر گذاشته و موجب تشکیل کربن دی‌اکسید که در مخلوط بسیارگرانروی به دام افتاده‌است می‌گردد. در بریتانیا و کانادا، شناخته‌شده‌ترین شیرینی تافی لانه‌زنبوری، کرونچی بار است. معادل آن در استرالیا ویولت کرامبل بار است. در نیوزیلند، نرم‌نبات که مزهٔ بستنی دارد هاکی پاکی نامیده می‌شود.
یکی از کاربردهای تافی در آب نبات سیب، که سیب‌هایی است که چوبی به آنها وصل است و با لایه‌ای از تافی سفت پوشیده شده‌اند، است. نرم‌نبات سیب شبیه تفی سیب و کارامل سیب است، که هر دو با کارامل پوشانده شده‌اند.
تافی استفاده شده در شیرینی‌پزی را می‌توان برای تنوع مزه با مواد بسیار دیگری همانند: عرق نیشکر و کره، پوشش شکلات، وانیل و شکلات، عرق نیشکر و کشمش، تمشک، و نرم‌نبات لانه‌زنبوری مخلوط کرد.
همچنین سس تافی  نیز کاربرد بسیار زیادی در کیک ها و شیرینی دارد و این موضوع را افراد ایتالیایی و عرب بسیار تایید می کنند

## ریشه‌شناسی واژه
منشأ ریشهٔ واژه Toffee در انگلیسی نامشخص است. یک انگلیسی که در مورد مواد غذایی مطلب می‌نویسد مدعی است که «منشأ آن واژه‌ای از زبان کریول به معنی مخلوط شکر و شیره است.» اما کدام زبان کریول را مشخص نکرده‌است. فرهنگ انگلیسی آکسفورد تاریخی که این واژه اولین با ر استفاده شد را ۱۸۲۵ می‌داند و آن را از کلمه تفی که در ۱۸۱۷ استفاده شده می‌داند، که در هر دو به عنوان کلمه انگلیسی ثبت شده‌اند.